# Epidelaxia falciformis
Espèce
Epidelaxia falciformis est une espèce d'araignées aranéomorphes de la famille des Salticidae.

## Distribution
Cette espèce est endémique du Kerala en Inde,. Elle se rencontre dans le district de Quilon.

## Description
Le mâle holotype mesure 4,39 mm.

## Systématique et taxinomie
Cette espèce a été décrite par Asima, Caleb, Prasad et Joseph en 2025.

## Publication originale
- Asima, Caleb, Prasad & Joseph, 2025 : « First record of Epidelaxia Simon, 1902 (Araneae: Salticidae) in India, with descriptions of two new species from the Western Ghats. » Zootaxa, no 5590(4), p. 595-600.